# Monika Linkytė
Monika Linkytė (Gargždai, 3 juni 1992) is een Litouwse zangeres.

## Biografie
Monika Linkytė waagde op vijftienjarige leeftijd haar kans in de Litouwse voorronde voor het Junior Eurovisiesongfestival 2007. Hoewel ze niet won, was het de start van een lange Eurovisiecarrière. In 2010 waagde ze voor het eerst haar kans in de nationale voorronde voor het Eurovisiesongfestival. Ze nam in totaal vijf jaar op rij deel aan Eurovizijos. In 2015 was het eindelijk raak. Ze won samen met Vaidas Baumila de nationale preselectie, waardoor ze samen Litouwen mochten vertegenwoordigen op het Eurovisiesongfestival 2015 in de Oostenrijkse hoofdstad Wenen. Daar brachten ze This time ten gehore. Ze haalden er de finale mee en bereikten daarin de 18e plaats.
In 2023 nam ze opnieuw deel aan de Litouwse preselectie, ditmaal als soloartieste. Met Stay won ze opnieuw en mocht ze voor de tweede keer Litouwen vertegenwoordigen. Op het Eurovisiesongfestival 2023 in het Britse Liverpool wist ze de finale opnieuw te halen en daarin bereikte ze de 11e plek.
1994: Ovidijus Vyšniauskas · 
1999: Aistė Smilgevičiūtė · 
2001: Skamp · 
2002: Aivaras · 
2004: Linas & Simona · 
2005: Laura & The Lovers · 
2006: LT United · 
2007: 4Fun · 
2008: Jeronimas Milius · 
2009: Sasha Son · 
2010: InCulto · 
2011: Evelina Sašenko · 
2012: Donny Montell · 
2013: Andrius Pojavis · 
2014: Vilija Matačiūnaitė · 
2015: Monika Linkytė & Vaidas Baumila · 
2016: Donny Montell · 
2017: Fusedmarc · 
2018: Ieva Zasimauskaitė · 
2019: Jurijus Veklenko · 
2021: The Roop · 
2022: Monika Liu · 
2023: Monika Linkytė · 
2024: Silvester Belt · 
2025: Katarsis
- Gemeinsame Normdatei: 1289431302
- International Standard Name Identifier: 0000 0004 6278 9991
- MusicBrainz: 3ceeee5a-6062-49f9-bd5e-586bd0ee3be7
- Virtual International Authority File: 759154381005330291633